# Ruiz de Montoya
Ruiz de Montoya is een plaats in het Argentijnse bestuurlijke gebied Libertador General San Martín in de provincie Misiones. De plaats telt 3.374 inwoners.

Ruiz de Montoya, gezien vanuit de Ruta Nacional 12